# 北海蘭茲 (加利福尼亞州)
北海蘭茲（英語：North Highlands）是位於美國加利福尼亞州薩克拉門托縣的一個人口普查指定地區。

## 地理
北海蘭茲的座標為38°40′43″N 121°22′22″W / 38.67861°N 121.37278°W，而該地最高點為海拔高度29米（即95英尺）。

## 人口
根據2010年美國人口普查的數據，北海蘭茲的面積為22.873平方千米，均為陸地。當地共有人口42694人，而人口密度為每平方千米1,866人。